# Psydrax subcordata
Psydrax subcordata är en måreväxtart som först beskrevs av Dc., och fick sitt nu gällande namn av Diane Mary Bridson. Psydrax subcordata ingår i släktet Psydrax och familjen måreväxter.

## Underarter
Arten delas in i följande underarter:
- P. s. connata
- P. s. subcordata